# Искра (Нижегородская область)
 Искра  — поселок в Кстовском районе Нижегородской области. Входит в состав Прокошевского сельсовета.

## География
Находится на расстоянии приблизительно 29 километров по прямой на юг-юго-восток от города Кстово, административного центра района.

## Население
Постоянное население составляло 3 человека (русские 100%) в 2002 году, 10 в 2010.